# Giovanni Caprara
Giovanni Caprara (ur. 7 listopada 1962 roku w Medicinie) – włoski trener siatkarski. 
Jego żoną jest Irina Kiriłowa, była siatkarka, reprezentantka Rosji i Chorwacji.

## Sukcesy trenerskie

### klubowe
Capo Sud Reggio Calabria
Superpuchar Włoch:
- 2000

Puchar Włoch:
- 2001

Foppapedretti Bergamo
Puchar CEV:
- 2004

Liga włoska:
- 2004
- 2005

Superpuchar Włoch:
- 2004

Liga Mistrzyń:
- 2005

Rebecchi Nordmeccanica Piacenza
Puchar Włoch:
- 2013, 2014

Puchar Challenge:
- 2013

Liga włoska:
- 2013, 2014

Superpuchar Włoch:
- 2013

Eczacıbaşı VitrA Stambuł
Liga Mistrzyń:
- 2015

Liga turecka:
- 2015, 2016

Klubowe Mistrzostwa Świata:
- 2015

Pomì Casalmaggiore
Klubowe Mistrzostwa Świata:
- 2016

CSM Târgoviște
Liga rumuńska:
- 2021
- 2022[6], 2023[7]

CSO Voluntari 2005
Liga rumuńska:
- 2024[8]
- 2025[9]

### reprezentacyjne
Rosja
Mistrzostwa Europy:
- 2005, 2007

Grand Prix:
- 2006

Mistrzostwa Świata:
- 2006